# Municipio de Totoltepec de Guerrero
El municipio de Totoltepec de Guerrero (del nahuatl: totol, tepetl, co ‘pájaro, cerro, en’‘En el cerro de los pájaros’) es uno de los 217 municipios que conforman al estado mexicano de Puebla. Fue fundado en 1580 y su cabecera es la ciudad de Totoltepec de Guerrero.

## Historia
La región ha sido habitada desde el periodo prehispánico, en el que ya era nombrado como Totoltepec. Tras la conquista, la población fue renombrada como Santa María Totoltepec. En 1870 se convirtió en municipio libre y en 1921 se le designó con el nombre de Totoltepec de Guerrero. La parroquia fue construida a mediados del siglo XVIII, y que desde 1747 ya estaba como vicaria y su primera erección canónica fue el 13 de agosto de 1765, los pueblos que pertenecían a la parroquia eran: San Jerónimo Xayacatlán, Santo Domingo Tonahuixtla, Santa Cruz, Tianguistengo y San José Chichihualtepec, En 1864 por mandato del obispo Carlos María Colina y Rubio se cambió la cabecera parroquial a San Jerónimo Xayacatlán, y para el 12 de mayo de 1904  fue su segunda erección canónica, por disposición del obispo Rafael Amador y Hernández, siendo actuante, el presbítero Miguel Pañeda,

## Geografía
El municipio se localiza en la parte sur del estado de Puebla, a una altitud promedio de 1360 m s. n. m. y abarca un área de 148.15 km². Colinda al norte con el municipio de Coyotepec, al oeste con Atexcal y el estado de Oaxaca, al sur con Petlalcingo y al este con San Jerónimo Xayacatlán.

### Hidrografía
Totoltepec de Guerrero pertenece a la región hidrológica del Balsas, dentro de la cuenca del río Atoyac y la subcuenca del río Acatlán, el cual atraviesa el municipio de noreste a suroeste el cual recibe numerosos afluentes como son los  ríos Chichihualtepec, Cacalote, Limón, Algodón y Gavilán

### Clima
El clima del municipio es semicálido subhúmedo con lluvias en verano en el 85% de su territorio, cálido subhúmedo con lluvias en verano en el 14% y templado subhúmedo con lluvias en verano en el 1% restante.

## Demografía
De acuerdo al último censo, realizado por el INEGI en 2020, en el municipio hay una población total de 1 187, lo que le da una densidad de población aproximada de  8 habitantes por kilómetro cuadrado.

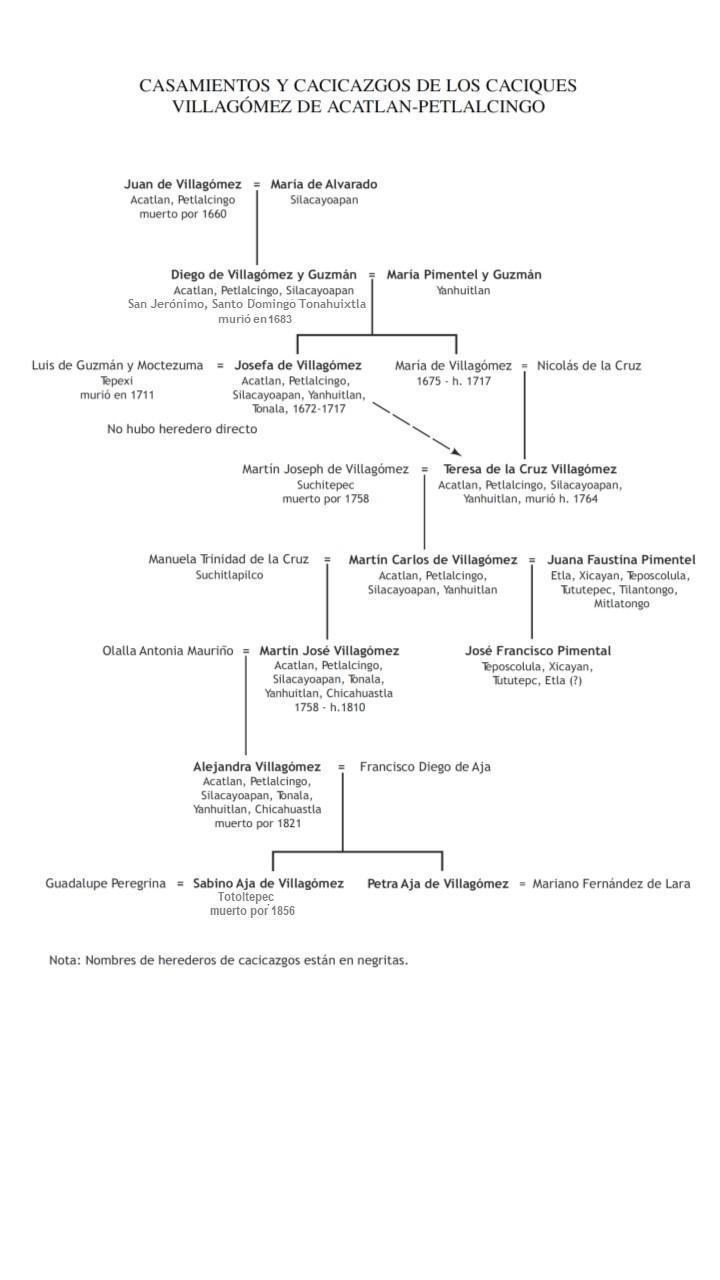
CASAMIENTOS Y CACICAZGOS DE LOS CACIQUES

### Localidades
El municipio tiene cinco localidades, de las cuales la más poblada es la cabecera municipal, Totoltepec de Guerrero.
| Código INEGI | Localidad              | Población (2010) |
| ------------ | ---------------------- | ---------------- |
| 211900001    | Totoltepec de Guerrero | 911              |
| 211900002    | Santa Cruz Nuevo       | 199              |
| 211900003    | Barrio San Juan        | 26               |
| 211900006    | San Cristóbal          | 15               |
| 211900007    | Barrio San Miguel      | 4                |

## Religión, fiestas populares y tradiciones
La mayor parte de la población es católica, aunque existen también Testigos de Jehová y Evangélicos. La comunidad católica ha nombrado como santa patrona 
del pueblo a la Virgen Inmaculada Concepción, en el cual es celebrado el 8 de diciembre, pero también como imagen  importante el Señor de la Salud, cristo que es muy venerado en la región, haciendo de esta festividad la más importante del pueblo inclusive por encima de la fiesta patronal. Asimismo sobresalen las celebraciones de los barrios; el 24 de junio a San Juan Bautista, 25 de julio San Cristóbal, 13 de junio en honor a San Antonio de Padua, San Miguel Arcángel el 29 de septiembre y la fiesta patronal de Santa Cruz Nuevo, celebrado el 3 de mayo.

### Señor de la Salud

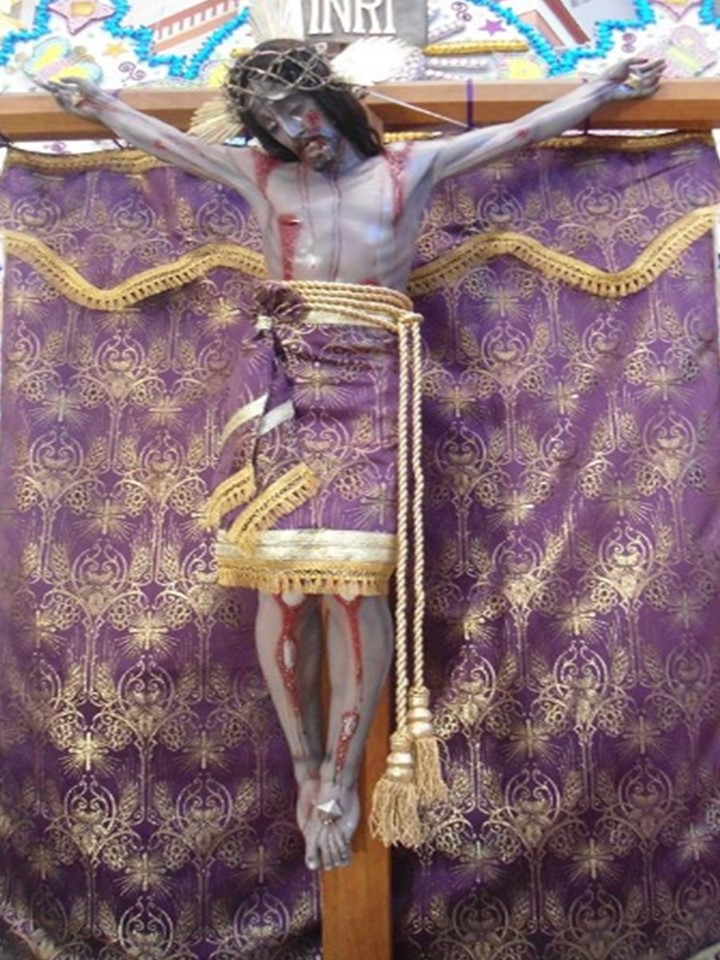
Imagen del Señor de la Salud.

El Señor de la Salud es una devoción a Jesucristo, representado en una imagen de Cristo Crucificado, que llegó a Totoltepec en el siglo XVII. Es una escultura de 1.75 m de altura y un peso de 25 kg. Esta fiesta procede de tiempos inciertos presumiblemente  del siglo pasado y no hay registros, para que se haya instituido la festividad del segundo viernes de cuaresma; puede haber varias explicaciones, una de ellas es que haya ocurrido un milagro en un segundo viernes de cuaresma, o tal vez que a cada comunidad de la región le tocaba un viernes de cuaresma, de igual modo tenemos que Tepexi de Rodríguez celebra su fiesta el primer viernes de cuaresma, Totoltepec de Guerrero el segundo viernes de cuaresma, San Jerónimo el cuarto, Tejalpa el quinto viernes.
La fiesta  en honor al Señor de la Salud es la principal celebración religiosa en el cual llegan  miles de peregrinos provenientes de los diversos municipios del centro y sur del estado de Puebla, así como de Veracruz, Ciudad de México, Estado de México entre otros, quienes después de largas jornadas a pie, en bicicleta o camiones; sin que el clima, el hambre sean factores que los detengan, muchas veces sin tener posada y con unos pocos centavos acuden a visitar a la venerada imagen, y ante la fe en él, escucha los lamentos y las peticiones de los peregrinos que cada año renuevan sus esperanzas, la salud de seres queridos y así sucesivamente de rodillas imploran, estos a su llegada al santuario son recibidos por una comitiva encabezada por el sacerdote. En su día se realiza un novenario culminando con una procesión con el santo milagroso, por las principales calles, adornadas con tapetes de aserrín o flores,aunado a la gran veneración y respeto, llevan a la imagen del Señor de la Salud en hombros de jóvenes y señores que se ofrecen a cargarlo. Durante todo el recorrido de aproximadamente dos kilómetros en donde  es acompañado por bandas de viento. Al concluir la procesión el Cristo es depositado al interior de la iglesia para que la gente pueda pasar a besar los pies de la milagrosa imagen.

## Educación
| Clave      | Nombre de la escuela                            | Nivel        | Localidad              |
| ---------- | ----------------------------------------------- | ------------ | ---------------------- |
| 21DJN0609E | José Joaquín Herrera                            | Preescolar   | Totoltepec de Guerrero |
| 21KJN0832N | Preescolar Comunitario Mestizo Santa Cruz Nuevo | Preescolar   | Santa Cruz Nuevo       |
| 21DPR0710J | Benito Juárez                                   | Primaria     | Santa Cruz Nuevo       |
| 21PDR35075 | Benito Juárez                                   | Primaria     | Barrio de San Juan     |
| 21EPR0463Q | Vicente Guerrero                                | Primaria     | Totoltepec de Guerrero |
| 21DST0018U | Escuela Secundaria Técnica Núm. 18              | Secundaria   | Totoltepec de Guerrero |
| 21EBH0316X | Bachillerato General Oficial 15 de Septiembre   | Bachillerato | Totoltepec de Guerrero |

## Política

### Cronología de presidentes municipales
El municipio de Totoltepec se caracteriza por: un Presidente Municipal, un Síndico Municipal y 8 Regidores. Sus principales comisiones son: Gobernación, Hacienda, Educación, Salud, Industria y Comercio, Obras y Servicios Públicos, Agricultura y Ganadería y Ecología.
| Presidente municipal           | Periodo   |
| ------------------------------ | --------- |
| Juan G. Colina                 | 1920      |
| Cipriano Avilés                | 1920-1921 |
| Miguel Roldan                  | 1921-1922 |
| Joaquín Reyes                  | 1922      |
| Cándido Ordaz                  | 1923      |
| Cipriano Avilés                | 1924      |
| Juan Colina                    | 1925-1926 |
| Antonio P. Marín               | 1926-1927 |
| José Morales Campos            | 1927-1928 |
| Graciano Rosas                 | 1928-1929 |
| Pantaleón A. Villarreal        | 1929-1930 |
| Víctor Avilés                  | 1930-1931 |
| Daniel Campos                  | 1931-1932 |
| Gumencindo Vidals              | 1932-1933 |
| Mateo Cayetano                 | 1933-1934 |
| José M. Campos                 | 1934      |
| Jerónimo Sandoval              | 1935-1936 |
| Ambrosio Ordaz                 | 1936-1937 |
| Graciano Rosas                 | 1937-1938 |
| Cándido Ordaz                  | 1938      |
| Graciano Rosas                 | 1939      |
| José M. Campos                 | 1939-1941 |
| Lorenzo Rodríguez              | 1941-1944 |
| Marciano Ramírez               | 1945-1948 |
| Ambrosio Ordaz                 | 1945-1948 |
| Marciano Ramírez González      | 1948      |
| Crescencio Lara Avilés         | 1948      |
| Marciano Ramírez González      | 1950      |
| Cándido Trinidad Domínguez     | 1951      |
| Marciano Ramírez González      | 1951      |
| Daniel Campos Cruz             | 1951-1954 |
| Felipe Roldan Vidals           | 1954-1957 |
| Santiago Tranquilino Linares   | 1957-1960 |
| Leobardo Cayetano              | 1960-1963 |
| Cándido Trinidad Domínguez     | 1963-1966 |
| Ranulfo Moran                  | 1966-1968 |
| Tirso Colina Marcial           | 1968      |
| Pedro García Rodríguez         | 1969      |
| Toribio Díaz Ambrosio          | 1969-1972 |
| Ángel Avilés Moran             | 1972-1975 |
| David Marcial Gómez            | 1975-1978 |
| Gilberto Cruz Catarino         | 1978-1981 |
| Emperador Santos Peralta       | 1981-1984 |
| Procopio Cayetano Vidals       | 1984-1987 |
| Roberto Domínguez Reyes        | 1987-1990 |
| Cándido Martínez Cariño        | 1990-1993 |
| Virgilio Nolazco Cruz          | 1993-1996 |
| Nicolás García Nolazco         | 1996-1999 |
| Everardo Santos Domínguez      | 1999-2002 |
| Hipólito Juan Avilés Domínguez | 2002-2005 |
| Gilberto Pedro Cruz Rosas      | 2005-2008 |
| Everardo Santos Rodríguez      | 2008-2011 |
| Jesús Luis Domínguez Catarino  | 2011-2014 |
| Everardo Santos Rodríguez      | 2014-2018 |
| Juvencia Martínez Reyes        | 2018-2021 |